# Цыремпилова, Жаргалма Очировна
Жаргалма Очировна Цыремпилова (Цыренова; род. 9 июня 1989 года, Бурятия) — российская спортсменка, борец вольного стиля, вице-чемпионка Европы 2013 года. 2-кратная чемпионка России (2014, 2023). Мастер спорта международного класса.

## Биография
Жаргалма родилась в улусе (село) Улюкчикан Баргузинского района Республики Бурятия в семье этнических бурятов. Выросла в многодетной семье. В старших классах уехала в Улан-Удэ, где её тренером был Цыден Гулгенов, до 2017 представляла Москву на всероссийских турнирах.

## Спортивная карьера

### Начало карьеры в юношестве
Цыремпилова начала выступать на национальном уровне с 2005 года, она выиграла первенство России среди кадетов. В 2006 году стала финалисткой Гран-при Германии и «Klippna lady open» в Швеции.

### Юниорский уровень
В 2006 году выступила на Всемирной Универсиады среди студентов в Монголии и стала третьей. В 2008 году уже выиграла игры всемирной универсиады среди студентов в Греции. В 2009 году на первенстве России среди юниоров стала третьей. В 2010 году взяла бронзу на гран-при Германии в Дормагене.

### Взрослый уровень
Жаргмала выступила на взрослом чемпионате России уже в 2008 году, в Улан-Удэ, и добилась третьего места в весе до 59 кг. На чемпионате России 2009 стала второй, уступив в финале чемпионке мира Ольге Киосовой. В конце 2009 года стала третьей на открытом кубке России в Чехове. В январе 2010 года выступила на гран-при "Иван Ярыгин" в Красноярске. В июне 2010 года стала третьей на чемпионате России в Перми. В декабре 2010 года стала второй на кубке России. В январе 2011 года стала финалисткой гран-при Иван Ярыгин. В феврале 2011 года Жаргамала выиграла бронзовую медаль на международном турнире на призы президента республики Бурятии, в весовой категории до 63 кг. В ноябре 2011 года стала третьей на турнире памяти Анны Шамовой в Орехово-Зуево. В начале 2012 года выступила снова на гран-при Иван Ярыгин, но не добилась успеха на данном турнире. В апреле 2012 года на чемпионате России стала снова третьей в весе до 59 кг. В конце 2012 года выиграла свой первый национальный титул — кубок России в подмосковной Лобне. В 2013 году Жаргмала стала победительницей гран-при Иван Ярыгин в весе до 59 кг и финалисткой Чемпионата Европы в Грузии. Участница летней универсиады 2013 в Казани. В ноябре 2013 года стала победительницей кубка Европейских нации в командном зачёте и кубка России в Чувашии. В 2014 году стала второй на гран-при Иван Ярыгин, проиграв Светлане Липатовой из Татарстана. В марте 2014 года приняла участие в качестве члена сборной России на кубке мира в Токио (Япония), где заняла второе место. В конце мая 2014 года стала чемпионкой России в весовой категории до 60 кг, в финале она одолела свою давнюю соперницу Светлану Липатову. В июне 2014 года выиграла гран-при Германии. В августе 2014 года выступила на Poland open, но осталась без медали. В ноября 2014 года она выиграла кубок Европейских наций. В конце 2014 года стала второй на открытом кубке России в Новочебоксарске (Чувашия), проиграв Наталье Гольц. В 2015 году стала бронзовой медалисткой гран-при Иван Ярыгин и финалисткой кубка мира в Санкт-Петербурге в качестве члена сборной команды страны. В апреле 2015 года на чемпионате России стала вице-чемпионкой страны, уступив Светлане Липатовой. В конце 2015 года снова выиграла кубок России, победив вице-чемпионку мира Любовь Овчарову из Краснодарского края. В 2017 году стала победительницей турнира памяти Д.М. Миндиашвилии бронзовой призёркой гран-при Иван Ярыгин. Летом 2017 года на чемпионате России заняла лишь пятое место, уступив в схватке за бронзовую медаль Кристине Ерёмине из Краснодарского края. С конца 2017 года Жаргалма взяла перерыв в своей спортивной карьере, в связи рождением двух сыновей.
Вернулась в спорт Жаргалма уже в мае 2021 года, на турнире гран-при Ивана Ярыгина и выиграла этот турнир в весовой категории до 57 кг. В конце 2021 Жаргалма добыла бронзовую медаль на кубке России в Наро-Фоминске. В январе 2022 года Цыремпилова выиграла серебряную медаль гран-при Иван Ярыгин. В феврале 2022 года она стала финалисткой на турнире памяти Яшар Догу в Турции. В мае 2022 года она снова стала финалисткой на первом турнире лиги Поддубного в Москве, в весе до 59 кг. На Чемпионате России 2022 она стала второй, уступив Анастасии Сидельниковой из Кемеровской области. В мае 2023 года стала финалисткой турнира в Кыргызстане. В июне 2023 года на чемпионате России в Каспийске повторила свой успех 9-летней давности, выиграв золотую медаль в противостоянии против кузбасской спортсменки Зельфиры Садраддиновой.

## Спортивные достижения
Континентальные чемпионаты
- 2013 Чемпионата Европы — ;

Чемпионаты России
- 2014, 2023 Чемпионат России — ;
- 2009, 2015, 2022,  2025 Чемпионат России — ;
- 2008, 2010, 2012 Чемпионат России — ;

Гран-при Иван Ярыгин
- 2013, 2021 Гран-при Иван Ярыгин — ;
- 2011, 2014, 2022 Гран-при Иван Ярыгин — ;
- 2015, 2017 Гран-при Иван Ярыгин — ;

Прочие турниры
- 2013, 2014 Кубок Европейских наций — ;
- 2014, 2015 Кубок Мира  — ;
- 2012, 2013, 2015 Кубок России — ;
- 2010, 2014 Кубок России — ;
- 2009, 2021 Кубок России — ;
- 2014 Гран-при Германии — ;
- 2022 Яшар Догу — ;
- 2022 Лига Поддубного 1 — ;

## Личная информация
Жаргалма окончила факультет физической культуры Бурятского государственного университета.